# Mister Car e i templari
Mister Car e i templari (Pan Samochodzik i templariusze)	 è un film del 2023 diretto da Antoni Nykowski.
Il film è basato sull'omonimo romanzo di Zbigniew Nienacki.

## Trama
Uno storico dell'arte scopre una reliquia antica, una croce dei Templari. Deciderà di scoprire le origini della croce insieme a uno strano gruppo di avventurieri.

## Distribuzione
Il film è stato distribuito sulla piattaforma Netflix a partire dal 13 luglio 2023.